# Episodi di Zeke e Luther (seconda stagione)
La seconda stagione della serie televisiva Zeke e Luther è andata in onda negli Stati Uniti dal 15 marzo 2010. 
In Italia è stata trasmessa dal 13 settembre 2010 al 4 luglio 2011.
| nº    | Titolo originale                          | Titolo italiano                     | Prima TV USA     | Prima TV Italia   |
| ----- | ----------------------------------------- | ----------------------------------- | ---------------- | ----------------- |
| 1     | Zeke Jumps the Shark                      | Il salto dello squalo               | 15 marzo 2010    | 13 settembre 2010 |
| 2     | Tall Stack of Waffles                     | Addio, skate!                       | 22 marzo 2010    | 20 settembre 2010 |
| 3     | Airheads                                  | La fanta band                       | 29 marzo 2010    | 4 ottobre 2010    |
| 4     | Luther Unleashed                          | Luther contro Ozzie                 | 5 aprile 2010    | 4 ottobre 2010    |
| 5     | Old Nasty                                 | La super-rampa                      | 12 aprile 2010   | 11 ottobre 2010   |
| 6     | Double Crush                              | Sbandata a due                      | 3 maggio 2010    | 1º novembre 2010  |
| 7     | Plunk Hunting                             | A caccia dei Plunk                  | 10 maggio 2010   | 18 ottobre 2010   |
| 8     | Kojo's BFF                                | Il migliore amico di Kojo           | 17 maggio 2010   | 25 ottobre 2010   |
| 9     | One Strange Night                         | Una strana nottata                  | 24 maggio 2010   | 8 novembre 2010   |
| 10-11 | Luther Waffles and the Skateboard of Doom | La grande occasione                 | 21 giugno 2010   | 28 febbraio 2011  |
| 12    | Crouching Zeke, Dancing Luther            | L'uovo del potere                   | 28 giugno 2010   | 15 novembre 2010  |
| 13    | Luther Waffles: Skate Cop                 | Il mistero della piscina            | 5 luglio 2010    | 14 marzo 2011     |
| 14    | Treasure                                  | Caccia al tesoro                    | 12 luglio 2010   | 29 novembre 2010  |
| 15    | Rocket Men                                | Gli uomini razzo                    | 19 luglio 2010   | 4 aprile 2011     |
| 16    | Board in Class                            | La megatavola                       | 26 luglio 2010   | 22 novembre 2010  |
| 17    | Local Heroes                              | Gli eroi di Gilroy                  | 9 agosto 2010    | 25 aprile 2011    |
| 18    | Super Shredder                            | Mai gettare la spugna               | 16 agosto 2010   | 9 maggio 2011     |
| 19    | Little Bro, Big Trouble                   | Fratellino piccolo, problema grande | 23 agosto 2010   | 30 maggio 2011    |
| 20    | Robo-Luth                                 | Robo-Luther                         | 18 ottobre 2010  | 3 gennaio 2011    |
| 21    | The Bro List                              | Ciao, Luther                        | 25 ottobre 2010  | 13 giugno 2011    |
| 22    | Seoul Bros                                | Skater superstar                    | 1º novembre 2010 | 24 gennaio 2011   |
| 23    | Ball of Trash                             | Ecologisti per finta                | 8 novembre 2010  | 31 dicembre 2010  |
| 24    | Sludge                                    | La prova del fuoco                  | 15 novembre 2010 | 27 giugno 2011    |
| 25    | Goin' Zoom                                | Skate, soldi e sponsor              | 22 novembre 2010 | 4 luglio 2011     |
| 26    | Bro-ho-ho                                 | I regali di natale                  | 6 dicembre 2010  | 24 dicembre 2010  |